# Seth
Álvaro Marins (Macaé, 18 de janeiro de 1891 - Rio de Janeiro, 28 de janeiro de 1949), mais conhecido pelo seu pseudônimo Seth, foi um renomado desenhista, cartunista, ilustrador e caricaturista brasileiro. É a ele creditado o primeiro curta metragem em animação no Brasil. Intitulado "Kaiser", a animação de 1917 faz uma sátira aos desejos expansionistas da Alemanha durante a Primeira Guerra Mundial.
Com trabalhos que continham uma forte crítica social, Seth trabalhou nos mais renomados jornais da época, como “O Malho” e a “A Noite”, fazendo charges políticas.

## Carreira
Aos 15 anos, usando o pseudônimo "Junqueira", publicou sua primeira charge na revista “O Malho” (à época, a maior revista ilustrada do país), edição 217 de 1906 - página 6. Nesta mesma época, fez alguns trabalhos para o extinto jornal da cidade de Campos dos Goytacazes “O Cutelo de Campos”.
Em 1908, foi para a cidade do Rio de Janeiro estudar desenho no Liceu de Artes e Ofícios. A partir de 1910, colaborou com a revista “Tico-Tico”, passando a assinar seus desenhos como Guido (as primeiras charges assinando "Guido" foram publicadas no jornal "Gazeta de Notícias" de 7 de outubro de 1909). Foi nesta época que começou a ficar conhecido, e já com o pseudônimo Seth, realizou trabalhos para a Revista O Tico-Tico, revista “O Gato”, revista “Fon-Fon”, e  jornal “A Noite”.
Em 1936, faz ilustrações para o livro “O Amor Infeliz de Marília e Dirceu”, de Augusto Lima.

## Livros Publicados
- 1933 - "Primeiras Regras do Desenho - Conselhos Práticos aos Principiantes" (Editora Seth)
- 1934 - "Primeiras Regras do Desenho - Conselhos Práticos Sobre a Ciência de Desenhar" (Editora Seth)
- 1935 - "Primeiras Regras do Desenho - Conselhos Práticos aos Praticantes" (Editora Seth)[8]
- 1937 - Exposição: Desenhos à bico de pena de Seth (1929/1936)
- Guia de Trânsito: Conselho às Crianças
- Caderno Caligráfico para Uso das Crianças

## Homenagens
- A Bienal da Caricatura de Brasília, tem um concurso aberto a cartunistas de todo o mundo, no qual os artistas vencedores nas categorias Cartum, Charge e Caricatura, e Escultura Caricatural, são agraciados com o troféu Seth, que recebe esse nome em homenagem a Álvaro Martins.[9]